# Verbandsgemeinde Rhein-Nahe
Die Verbandsgemeinde Rhein-Nahe ist eine Gebietskörperschaft im Landkreis Mainz-Bingen in Rheinland-Pfalz. Der Verbandsgemeinde gehören zehn eigenständige Ortsgemeinden an, der Verwaltungssitz befindet sich in der Stadt Bingen am Rhein, die der Verbandsgemeinde selbst nicht angehört.

## Geographie
Das Gebiet der Verbandsgemeinde wird östlich begrenzt durch Nahe und Rhein und erstreckt sich von Münster-Sarmsheim im Süden bis zur Höhe der Pfalz bei Kaub im Norden. Westlich verläuft die Grenze parallel zur Bundesautobahn 61. Die Höhenlage beträgt 74 bis 628 m ü. NHN.

## Verbandsangehörige Gemeinden
| Ortsgemeinde, Stadt         | Fläche (km²) | Einwohner |
| --------------------------- | ------------ | --------- |
| Bacharach, Stadt            | 23,33        | 1.845     |
| Breitscheid                 | 5,29         | 153       |
| Manubach                    | 7,70         | 307       |
| Münster-Sarmsheim           | 6,92         | 3.136     |
| Niederheimbach              | 7,38         | 814       |
| Oberdiebach                 | 8,37         | 846       |
| Oberheimbach                | 8,72         | 541       |
| Trechtingshausen            | 8,22         | 1.041     |
| Waldalgesheim               | 16,01        | 4.229     |
| Weiler bei Bingen           | 22,81        | 2.697     |
| Verbandsgemeinde Rhein-Nahe | 114,74       | 15.609    |

(Einwohner am 31. Dezember 2023)

## Geschichte
Im Zuge der in der zweiten Hälfte der 1960er Jahre begonnenen rheinland-pfälzischen Funktional- und Gebietsreform wurden zum 1. Oktober 1968 im damaligen Regierungsbezirk Koblenz alle aus der preußischen Zeit stammenden Ämter in Verbandsgemeinden umgewandelt. Aus dem Amt Bacharach (Landkreis Sankt Goar), dem die Stadt Bacharach sowie die Gemeinden Breitscheid, Manubach, Niederheimbach, Oberdiebach, Oberheimbach, Steeg und Trechtingshausen angehörten, wurde die Verbandsgemeinde Bacharach gebildet. Im Zusammenhang mit der Auflösung des Landkreises Sankt Goar zum 7. Juni 1969 wurden die der Verbandsgemeinde Bacharach angehörenden Gemeinden in den neu gebildeten Landkreis Mainz-Bingen (Regierungsbezirk Rheinhessen-Pfalz) eingegliedert. Gleichzeitig wurden auch die Gemeinden Münster-Sarmsheim, Waldalgesheim und Weiler bei Bingerbrück (bis 1968 zum Amt Bingerbrück, Landkreis Bad Kreuznach, Regierungsbezirk Koblenz gehörend) in den Landkreis Mainz-Bingen überführt.
Zum 8. November 1970 wurden die Verbandsgemeinden Bacharach und Waldalgesheim aufgelöst und zur Verbandsgemeinde Bingen-Land mit Sitz im außerhalb des Verwaltungsgebiets der Verbandsgemeinde liegenden Bingen-Bingerbrück zusammengefasst. Sie war damit die erste Verbandsgemeinde im Landkreis Mainz-Bingen. Zum 31. Oktober 1986 wurde diese Verbandsgemeinde in „Rhein-Nahe“ umbenannt.

## Bevölkerungsentwicklung
Die Entwicklung der Einwohnerzahl bezogen auf das Gebiet der heutigen Verbandsgemeinde Rhein-Nahe; die Werte von 1871 bis 1987 beruhen auf Volkszählungen:
| Jahr | Einwohner |
| 1815 | 6.768     |
| 1835 | 9.137     |
| 1871 | 10.937    |
| 1905 | 12.325    |
| 1939 | 12.677    |
| 1950 | 14.149    |

| Jahr | Einwohner |
| 1961 | 13.937    |
| 1970 | 14.524    |
| 1987 | 13.976    |
| 1997 | 15.206    |
| 2005 | 15.303    |
| 2023 | 15.609    |

## Verbandsgemeinderat
Der Verbandsgemeinderat Rhein-Nahe besteht aus 32 ehrenamtlichen Ratsmitgliedern, die bei der Kommunalwahl am 9. Juni 2024 in einer personalisierten Verhältniswahl gewählt wurden, und dem hauptamtlichen Bürgermeister als Vorsitzendem.
Die Sitzverteilung im Verbandsgemeinderat:
| Wahl | SPD | CDU | GRÜNE | AfD | FDP | FWG | Gesamt   |
| ---- | --- | --- | ----- | --- | --- | --- | -------- |
| 2024 | 7   | 10  | 4     | 4   | 2   | 5   | 32 Sitze |
| 2019 | 8   | 10  | 5     | –   | 2   | 7   | 32 Sitze |
| 2014 | 9   | 12  | 3     | –   | 2   | 6   | 32 Sitze |
| 2009 | 9   | 13  | 2     | –   | 3   | 5   | 32 Sitze |
| 2004 | 10  | 14  | –     | –   | 2   | 6   | 32 Sitze |

- FWG = Freie Wählergruppe Rhein-Nahe e. V.

## Bürgermeister
Benedikt Seemann (CDU) wurde am 1. Juni 2023 hauptamtlicher Bürgermeister der Verbandsgemeinde Rhein-Nahe. Bei der Direktwahl am 6. November 2022 hatte er sich für mit einem Stimmenanteil von 64,62 % gegen Falko Hönisch (SPD) durchgesetzt. Die Wahlperiode beträgt acht Jahre.
Seemanns Vorgänger Karl Thorn (CDU) hatte das Amt 2015 übernommen. Bei der Direktwahl am 9. November 2014 hatte er sich mit einem Stimmenanteil von 55,92 % gegen den bisherigen Bürgermeister Franz-Josef Riediger (SPD) durchsetzen können. Bei der Neuwahl im Jahr 2022 trat Karl Thorn aus Altersgründen nicht erneut an.